# Übertrager
Übertrager (auch Einphasentransformator) ist ein induktives Bauteil der Nachrichtentechnik. Ähnlich einem Transformator aufgebaut, unterscheidet er sich in seiner meist primär und sekundär gleichen Wicklungszahl und seiner Anwendung ausschließlich zur leistungslosen Signalübertragung.
Transformatoren sind für die Leistungsübertragung mit möglichst hohem Wirkungsgrad optimiert und erreichen diese nur in einem schmalen Frequenzband (z. B. von 50 Hz bis 400 Hz). Im Gegensatz dazu dienen Übertrager zur relativ breitbandigen Informationsübertragung mit möglichst hoher Signalqualität. Je nach Einsatzbereich werden Übertrager spezifisch benannt, z. B. als Audioübertrager oder Symmetrierübertrager im Bereich der Audiotechnik, als Anpassungsübertrager im Bereich der Audio- und HF-Technik oder als Impulsübertrager im Bereich der Digitaltechnik. Hier sind auch die Bezeichnungen Impulstransformator oder Pulstransformator gängig, da diese speziellen Übertrager meist ähnlich wie Transformatoren nur für einen relativ schmalen Frequenzbereich optimiert sind.

## Grundlagen
Beide Arten von Transformatoren (zur Leistungs- und Signalübertragung) funktionieren nach den gleichen Prinzipien, jedoch erfüllen sie unterschiedliche Aufgaben und unterscheiden sich in ihrer Konstruktion. Beim Transformator zur Leistungsübertragung kommt es primär auf die Effizienz (Wirkungsgrad) an, beim Übertrager jedoch auf den möglichst guten Erhalt der Signalform. Wichtige Eigenschaften eines Übertragers für analoge Anwendungen sind u. a. seine Linearität und möglichst geringe Verzerrungen. In der englischen Sprache wird mit einem Präfix zwischen Übertrager und Transformator unterschieden; Übertrager, die in der Audiotechnik verwendet werden, heißen audio transformer. Für digitale Signalübertragung wie beispielsweise bei Ethernet-Schnittstellen wird im Englischen die Bezeichnung pulse transformer verwendet, im Deutschen Impulsübertrager.

## Einsatzbereiche
Übertrager werden u. a. eingesetzt:

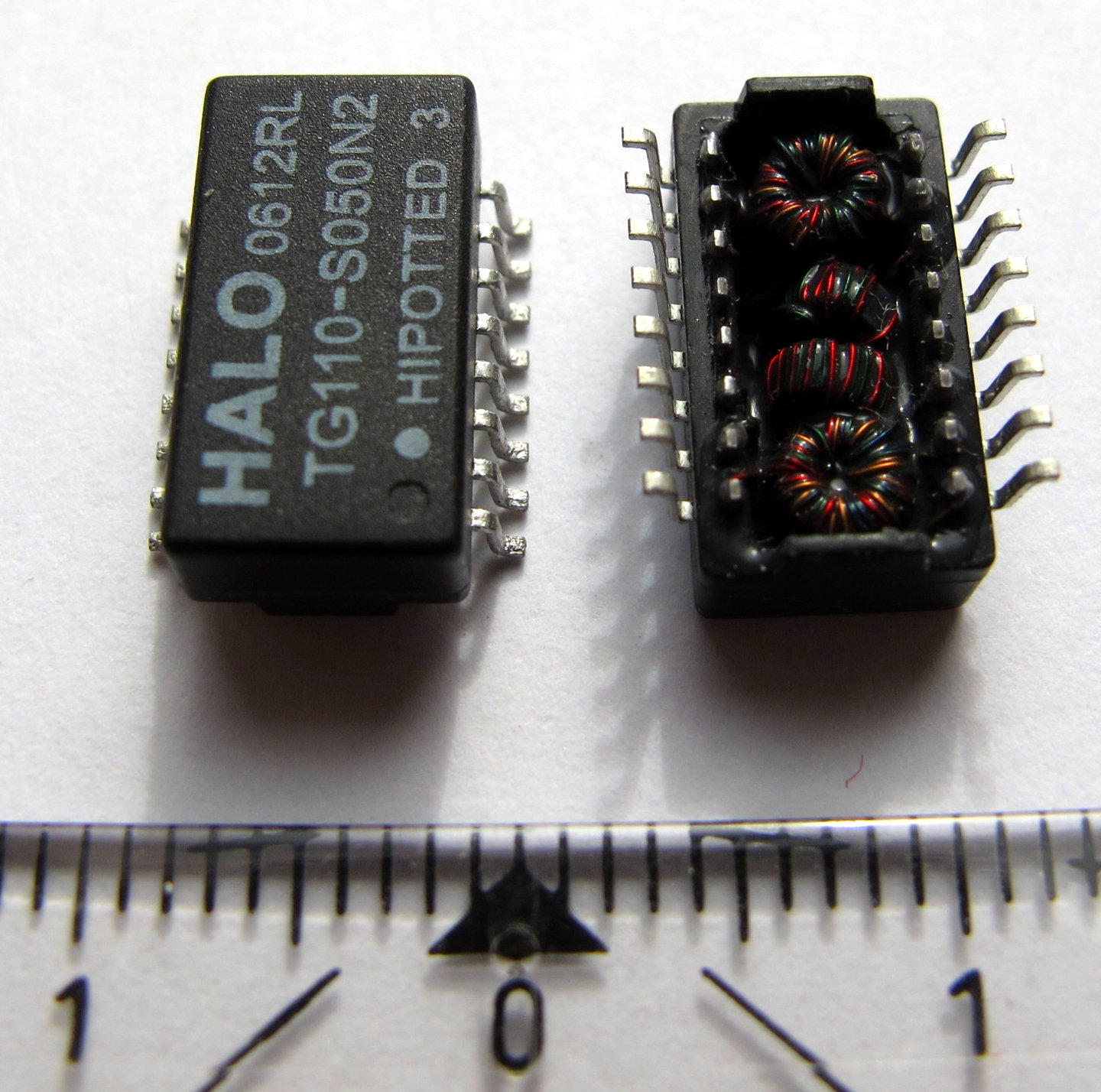
SMD-Übertrager vom Typ TG110, wie sie bei Ethernet-Schnittstellen verwendet werden. Bauelement von oben (links) und von unten (rechts)

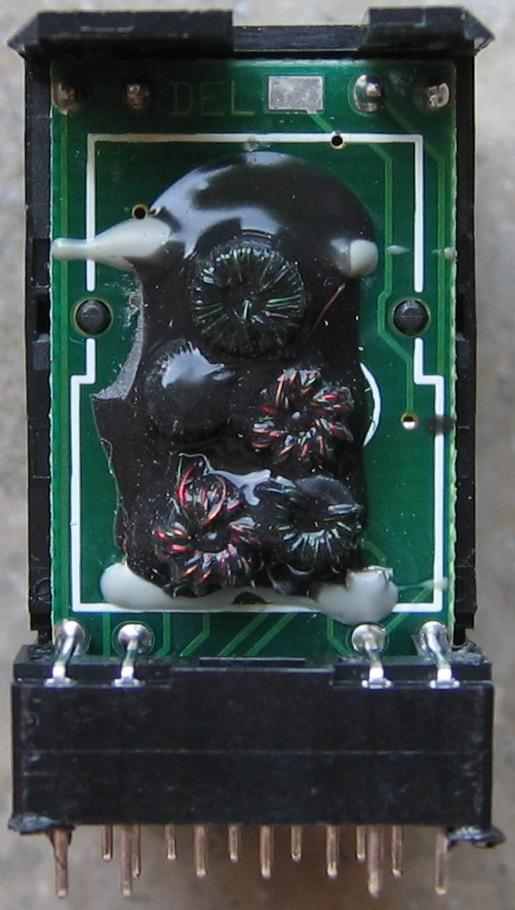
Übertrager im Ethernet-Anschluss eingebaut

- zur Anpassung der Wellenimpedanz eines Fernkabels an die Ausgangs-Impedanz der Amtseinrichtung bzw. des Kabeltreibers
- zur Anpassung der Wellenimpedanz eines Koaxialkabels an eine Antenne; siehe Resonanztransformator
- zur galvanischen Trennung von Hochfrequenz-Verbindungsstellen (Überspannungsschutz, Berührungsschutz)
- zur galvanischen Trennung von Audio-Signalen, zum Auftrennen von Brummschleifen (Line-Übertrager)
- zur Symmetrierung elektrischer Signale (Mikrofonkabel, Antennenanschlüsse); siehe Symmetrierglied, Balun, DI-Box
- zum Abtrennen des Wechselstromanteils (Signalanteils) bei einem Signal, welches einen Mischstrom mit einem Gleichstromanteil darstellt, häufig auch mit Anpassung
- zur Symmetrierung und zur Spannungsanpassung. (Schnittstelle) von Eingangswiderstand oder Ausgangsimpedanz in der Tontechnik; Ri ≪ Ra
- zur Transformation der geringen Mikrofonspannung und zur galvanischen Trennung von Mikrofon und Vorverstärker beim Mikrofoneingangsübertrager
- zur Bildung von Phantom-Sprechkreisen (Mehrfachnutzung von Signalleitungen in Fernsprechkabeln)
- zur Anpassung der Impedanz einer Röhrenverstärkerstufe an die Impedanz des Lautsprechers (Ausgangsübertrager) oder der nächsten Stufe (Zwischenübertrager)
- als Zündübertrager zur Übertragung des Zündimpulses für Thyristoren vom Ansteuerkreis auf den Lastkreis (mit Potentialtrennung und eventuell Impedanzanpassung)
- Zündübertrager für Blitzlampen (Spannungstransformation, keine Potentialtrennung)
- Signalübertrager zur Ansteuerung von Leistungshalbleitern (Rechtecksignale für MOSFET, Bipolartransistoren, IGBT) in Schaltnetzteilen, Wechselrichtern und Frequenzumrichtern: Potentialtrennung
- Signalübertrager in lokalen Netzwerken (LAN, Ethernet) u. a. zur Potentialtrennung und Symmetrierung

## Bauformen

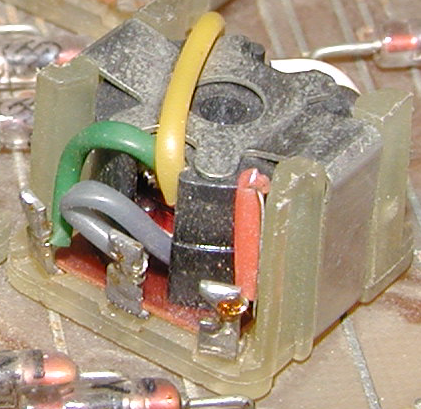
Übertrager mit Schalenkern

Die Bauformen gleichen im Prinzip denjenigen von Transformatoren zur Leistungsübertragung.
Teilweise angewendete Besonderheiten sind:
- Die Wicklungen sind bifilar oder trifilar ausgeführt (ineinander verschachtelt), um die Streuinduktivität klein zu halten (Steigerung der oberen Grenzfrequenz)
- Es werden hochpermeable Kernmaterialien verwendet (Mu-Metall, hochpermeable Ferrite), um die untere Grenzfrequenz gering zu halten.

Für Hochfrequenzübertrager sind Ferritkerne für hohe Frequenzen erforderlich. Oft verwendet man ab dem UKW-Frequenzbereich Doppellochkerne.
Weitere typische Kernformen sind Ferrit-Ringkerne und -Schalenkerne.
Bei hohen Frequenzen – ab den höheren Kurzwellenfrequenzen –, wird für die Spulen oft kein Kern aus ferromagnetischem Material verwendet. Solche Übertrager bestehen aus zwei Luftspulen, die entweder ineinander geschachtelt oder axial aneinandergesetzt sind. Bei letzterer Bauform gibt es auch Ausführungen, bei denen die zweite Spule verdrehbar angeordnet ist, z. B. um die Kopplung der beiden Spulen an den Scheinwiderstand der Antenne eines Detektorempfängers oder Rundfunksenders anzupassen.
Die beiden „Wicklungen“ können bei noch höheren Frequenzen auch lediglich aus einem parallelen Drahtpaar (mit und ohne Kern) bestehen.
In Übertragern eingesetzte Biaxial orientierte Polyester-Folie isoliert je Ausführung zwischen 1,3 und 3,6 kV und nur bis 130 °C resistent. Bei 5 kV Isolationsfestigkeit werden durchaus drei Schichten übereinander geklebt. Bei Übertragern in Schaltnetzteilen kann auf eine Thermosicherung verzichtet werden, da der Leitungswiderstand bei Kurzschluss nicht anpasst und erhitzt, sondern die vorgeschaltete Schmelzsicherung auslöst. Solche Übertrager haben lediglich 19 bis 40 Windungen entsprechender Drahtstärke aufgewickelt.

## Theorie
Die wichtigste Eigenschaft von Übertragern ist das Strom- bzw. Spannungs-Übersetzungsverhältnis:
{\displaystyle {\frac {U_{1}}{U_{2}}}={\frac {n_{1}}{n_{2}}}={\ddot {u}}\,}
{\displaystyle {\frac {-I_{2}}{I_{1}}}={\ddot {u}}\,}
{\displaystyle {\frac {I_{1}}{-I_{2}}}={\frac {n_{2}}{n_{1}}}\,}

mit
{\displaystyle n_{1}} = Spulenwindungszahl der Primärwicklung
{\displaystyle n_{2}} = Windungszahl der Sekundärwicklung
{\displaystyle {\ddot {u}}} = Übersetzungsverhältnis bzw. Verhältnis der Windungszahlen
{\displaystyle U_{1}} und {\displaystyle U_{2}} sind die Primär- und Sekundärspannung und {\displaystyle I_{1}} und {\displaystyle I_{2}} die Primär- und Sekundärstromstärke.
Das Verhältnis zwischen Primär- und Sekundär-Impedanz kann aus dem Quadrat des Übersetzungsverhältnisses des Übertragers errechnet werden:
{\displaystyle R_{1}=R_{2}\left({\frac {n_{1}}{n_{2}}}\right)^{2}}
oder
{\displaystyle R_{2}=R_{1}\left({\frac {n_{2}}{n_{1}}}\right)^{2}}
Das für eine Impedanztransformation erforderliche Übersetzungsverhältnis kann folglich so berechnet werden:
{\displaystyle {\ddot {u}}={\frac {n_{1}}{n_{2}}}={\sqrt {\frac {R_{1}}{R_{2}}}}}
{\displaystyle {\ddot {u}}^{2}={\frac {R_{1}}{R_{2}}}}
{\displaystyle R_{1}={\ddot {u}}^{2}\cdot R_{2}}
oder
{\displaystyle R_{2}={\frac {R_{1}}{{\ddot {u}}^{2}}}}

Eine weitere wichtige Kenngröße vieler Signalübertrager ist das Integral der Spannung über die Zeit, bis der Kern in Sättigung gerät. Es wird Spannungs-Zeit-Fläche oder auch Spannungs-Zeit-Produkt genannt, auch weil bei vielen Übertragern die Spannungsverläufe rechteckig sind. Es wird bestimmt durch die Länge eines Rechtecksignales, das bei gegebener Spannung noch übertragen werden kann.
Das Spannungs-Zeit-Produkt (Einheit Voltsekunde) errechnet sich aus der Induktivität L und dem Sättigungsstrom Isat:
{\displaystyle \int u(t)\mathrm {d} t=L\cdot I_{\mathrm {sat} }}
Der Spannungsverlauf kann positive und negative Teilbereiche aufweisen. Für einen rechteckigen Spannungsverlauf, ausgehend von der Kerninduktion Null, vereinfacht sich das Integral zu
{\displaystyle U\cdot t=L\cdot I_{\mathrm {sat} }}
Während eines Rechteckimpulses {\displaystyle U\cdot t} steigt der Strom zunächst allmählich an, um bei Eintritt der Kernsättigung dann sehr steil weiter zu steigen. Dadurch bricht die Spannung zusammen und ein Rechtecksignal wird in seiner Form verfälscht. Aus diesem Grund verwendet man für auch für solche Übertrager (z. B. zur Ansteuerung von Leistungs-MOSFET) Kernmaterialien mit einer hohen Permeabilitätszahl.
Es muss oft eine positive oder negative initiale Magnetisierung (Integrationskonstante) Berücksichtigung finden, die durch einen Strom {\displaystyle I_{\mathrm {0} }} gegeben ist, der zu Beginn der Integration fließt. Die maximale Spannungs-Zeit-Fläche bestimmt auch die untere Übertragungs-Frequenzgrenze eines Wechselspannungs-Signals. Hierbei stellt sich der Mittelwert des Magnetflusses und der mittlere Strom auf den Wert Null ein: der Endwert des Integrales der vorigen Halbwelle wird erst abintegriert. Daher darf die minimale Frequenz geringer sein als das dem Spannungs-Zeit-Produkt gleichende Zeitintegral der Halbwelle dieser Wechselspannung.
Weitere Kenngrößen von Übertragern betreffen die parasitäre Induktivität und Kapazität. Erstere ist die Streuinduktivität (nicht zu verwechseln mit dem Streufeld), die durch die an den Wicklungen vorbeigehenden Feldanteile des Magnetflusses entsteht. Sie ist wichtig für die getreue Übertragung von höheren Frequenzanteilen und sollte möglichst gering sein, d. h. man wünscht sich einen hohen Koppelfaktor. Man verbessert ihn durch ineinander geschachtelte Wicklungen und einen geringen Abstand der Wicklungen. Auch bifilare Wicklungen sind gebräuchlich. Die durch die örtliche Nähe beider Wicklungen steigende Kapazität der Wicklungen zueinander ist jedoch gleichfalls unerwünscht. Da der Abstand durch die Dicke der Isolation gegeben ist und daher nicht beliebig klein sein kann, sind hohe Isolationsfestigkeit, hoher Koppelfaktor und geringe parasitäre Kapazität nur schwer gemeinsam zu erreichen.